# Portell del Llop (Port del Comte)
|  | Aquest article tracta sobre un indret del municipi d'Odèn. Vegeu-ne altres significats a «Portell del Llop (Berga)». |

El portell del Llop és un pas situat a 2.154,6 metres d'altitud del terme municipal d'Odèn, però molt a prop del de la Coma i la Pedra, tots dos al Solsonès.
És al vessant sud-sud-oest del Vulturó, al sud-est de la Gespeguera, i a prop i al nord-oest del Refugi de la Bòfia i de la Bòfia del Port del Comte. Es troba en el sector nord-occidental del Port del Comte, al sud-oest del Coll de Tancalaporta i al nord-oest del Serrat de la Bòfia. A ponent seu s'obra la capçalera de la vall de la Rasa de la Covil.

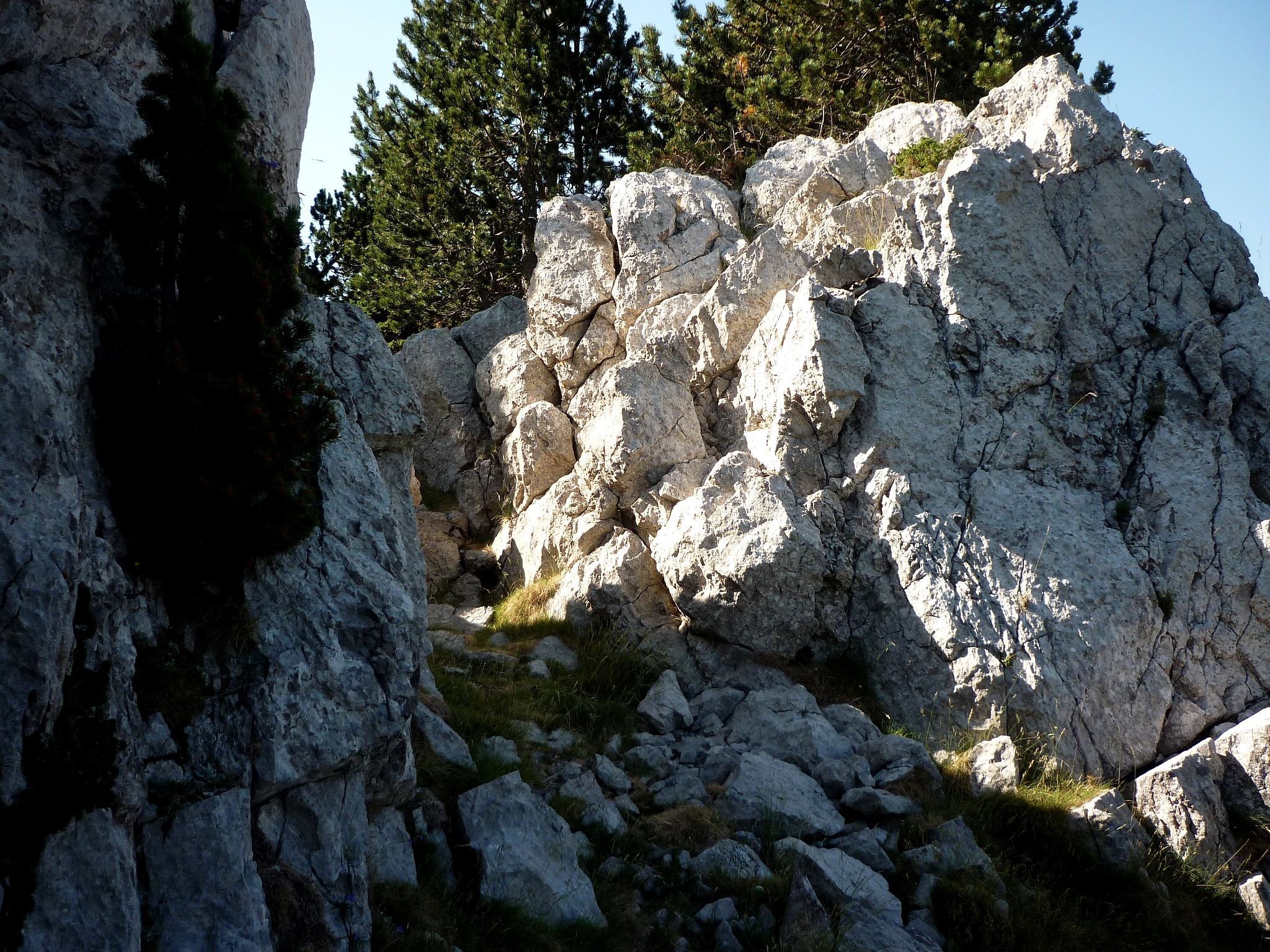
Arribada al Portell del Llop des de la Costa de les Feixines

Es troba en pujar de la capçalera de la rasa del Sucre fins a la carena de la serra de Querol, al sector de les Trenques. Cal acabar d'arribar al Refugi de la Bòfia, i des d'allí, adreçar-se al nord-nord-oest.